# Опыт де Ситтера с двойной звездой
Опыт де Ситтера с двойной звездой был описан Виллемом де Ситтером в 1913 г. (а также Дэниелом Фростом Комстоком в 1910 году) и использовался для подтверждения специальной теории относительности в противовес конкурирующей баллистической теории Вальтера Ритца, которая постулировала переменную скорость света. Де Ситтер показал, что теория Ритца предсказывала, что орбиты двойных звезд будут казаться более эксцентричными, чем те которые согласуются с экспериментом и законами механики, однако экспериментальный результат был отрицательным. Это подтвердил Брехер в 1977 году, наблюдая спектр рентгеновских лучей. О других экспериментах, связанных со специальной теорией относительности, см. Тесты специальной теории относительности.

## Эффект
Согласно простой баллистической теории, свет, испускаемый объектом, должен двигаться со скоростью {\displaystyle c} относительно излучающего объекта. Если нет усложняющих эффектов увлечения, можно было бы ожидать, что свет будет двигаться с той же скоростью, пока в конце концов не достигнет наблюдателя. Для объекта, движущегося прямо к наблюдателю (или от него) в {\displaystyle v} метров в секунду, тогда можно было бы ожидать, что этот свет всё ещё будет двигаться со скоростью {\displaystyle (c+v)} (или {\displaystyle (c-v)}) метров в секунду в то время, когда он дошёл до нас.
В 1913 году Виллем де Ситтер утверждал, что если бы это было правдой, то звезда, вращающаяся в двойной звёздной системе, обычно по отношению к нам поочередно двигалась бы к нам и удалялась от нас. Свет, испускаемый из разных частей орбитального пути, будет двигаться к нам с разной скоростью. Для ближайшей звезды с малой орбитальной скоростью (или чья плоскость орбиты была почти перпендикулярна нашему лучу зрения) это может просто сделать орбиту звезды неустойчивой, но при достаточном сочетании орбитальной скорости и расстояния (и наклонения) «быстрый» свет, излучаемый во время сближения, сможет догнать и даже перегнать «медленный» свет, излучаемый ранее во время удаляющейся части орбиты звезды, и звезда в полученном изображении будет скрыта. То есть законы движения Кеплера, по-видимому, нарушались бы для удалённого наблюдателя.
Де Ситтер провёл исследование двойных звёзд и не обнаружил случаев, когда расчётные орбиты звёзд казались некеплеровскими. Поскольку общая разница во времени полёта между «быстрыми» и «медленными» световыми сигналами, как ожидается, будет линейно масштабироваться с расстоянием в простой баллистической теории, и исследование (статистически) включало бы звёзды с разумным разбросом расстояний и орбитальных скоростей и ориентаций, де Ситтер пришёл к выводу, что эффект должен был бы наблюдаться, если бы модель была верна, а его отсутствие означет, что баллистическая теория почти наверняка ошибочна.